# 職業訓練指導員 (配管科)
職業訓練指導員 (配管科)（しょくぎょうくんれんしどういん はいかんか）は、職業訓練指導員免許のうちの1つ。厚生労働省管轄。

## 受験資格
- 職業訓練指導員免許の受験資格と試験免除を参照。配管技能士、浴槽設備施工技能士の保有者など。

## 試験科目
学科試験
1. 指導方法（職業訓練原理、教科指導法、訓練生の心理、生活指導及び職業訓練関係法規）
2. 関連学科

- 系基礎学科
  - 建築工学（建築設備、配管設備、建築構造、建築施工）
  - 安全衛生（安全管理、衛生管理）
- 専攻学科
  - 配管設備（上下水道設備、ガス設備、冷暖房設備、空気調節設備）
  - 配管製図（読図法、配管図）
  - 施工法（管工作法、配管施工、試験測定法、配管用材料、仕様及び積算）

実技試験
1. 配管施工図作成
2. 配管施工